# Joe Corona
Joe Benny Corona Crespín (Los Angeles, 9 luglio 1990) è un calciatore statunitense, di origini messicane, centrocampista del Club Tijuana.

## Palmarès

### Club
- Campionato messicano: 2

Club Tijuana: Apertura 2012
América: Apertura 2018

### Nazionale
- Gold Cup: 2

2013, 2017